# Належна юридична обачність
Юридичний Due Diligence (англ. Legal Due Diligence) — аналіз юридичних аспектів діяльності компанії, таких як законність приватизації, питання реєстрації ліцензій, контрактів, дотримання трудового законодавства тощо.
Основні завдання юридичного Due Diligence полягають в розкритті реальних, майбутніх та умовних зобов'язань компанії, виявленні юридичних або договірних перешкод для запланованих дій інвестора, формування основ для договорів, які будуть готуватись для заінтересованих осіб стосовно певних питань, таких як: купувати або не купувати дану компанію, скільки заплатити, як структурувати даний договір та інше.

## Види юридичного Due Diligence
Існують такі види юридичного Due Diligence:
- попередній (Preliminary), який проводиться перед початком повного Due Diligence для вивчення окремих аспектів щодо об'єкту Due Diligence, його статусу та діяльності (наприклад, наявність ключових ліцензій, дозволів, наявність торгових знаків тощо);
- Due Diligence з окремих питань (Limited), який може проводитись як після попереднього Due Diligence, так і без нього; аналіз проводиться тільки по тим питанням, які були поставлені Клієнтом (наприклад, тільки корпоративні питання, або тільки нерухомість, або інтелектуальна власність тощо), при цьому повне обстеження об'єкта не проводиться;
- повний (Full scope) Due Diligence, у якому вивчаються всі наявні аспекти щодо статусу, існування та діяльності об'єкта.

### Предмет юридичного Due Diligence
На першому етапі проведення Due Diligence визначається перелік питань, що становлять предмет дослідження та критерії їх значимості, підбирається команда юристів, розподіляються питання дослідження між членами команди, призначаються відповідальні за складення загального переліку скорочень, за облік отриманих від Клієнта документів, за збір усіх підготовлених частин звіту та підготовку загального звіту, складається план-графік проведення Due Diligence.
На другому етапі робиться запит до клієнта щодо документів, необхідних для проведення юридичного аудиту, досліджується надані документи, складається звіт про проведений юридичний аудит.
Якщо говорити про звіти Due Diligence, то вони також існують у декількох видах. Перш за все це попередній звіт, який за структурою відповідає короткому звіту Due Diligence з урахуванням питань, щодо яких проводився аналіз.
Другий вид звіту — це короткий звіт, який готується у всіх випадках, якщо інше не обумовлено з Клієнтом та являє собою стисле викладення всієї інформації, яка була проаналізована юристами при проведенні Due Diligence.
Ну і нарешті третій вид звіту — детальний, який готується в окремих випадках відповідно до погодження з Клієнтом та являє собою повне і детальне викладення всієї інформації про стан об'єкту та його діяльність, яка була проаналізована юристами при проведенні Due Diligence.
Кожен звіт повинен містити певний зміст інформації. Спочатку у звіті зазначають перелік скорочень, викладають загальні положення, стисло описують, оцінюють та роблять в висновок по виявлених ризиках. У попередньому та короткому звітах описується короткий аналіз з запитуваних клієнтом питань, наприклад щодо корпоративної інформації, матеріальних активах, інтелектуальної власності, суттєвих договорах, трудових питаннях, судових спорах, з питань фінансових та інших документів компанії. Натомість у детальному звіті аналізується, крім цієї, вся інформація, яка стосується компанії. Також у звіті пишуться висновки та рекомендації та надаються додатки (в тому числі перелік отриманих від Клієнта документів).

### Оформлення
Отже, в розділі Загальні положення звіту про проведений юридичний аудит мають бути визначені певні питання, як загальна інформація щодо об'єкту, відносно якого проводиться правовий аудит, ціль Due Diligence, тип його звіту, обсяг роботи та спектр питань, що становлять предмет аналізу, описання принципу оцінки ризиків, застереження щодо проведеного Due Diligence.
Щоб пізніше не виникало ніяких конфліктів між замовником Due Diligence та юридичною фірмою, яка його проводить, у звіті прописуються певні застереження, які звільняють юристів від необґрунтованих обурювань замовника. Є такі типові застереження як: проведення Due Diligence лише в правовому розрізі, без врахування фінансових, бухгалтерських або податкових аспектів об'єкту перевірки, застосування тільки чинної нормативно-правової бази України, припущення стосовно дійсності наданих документів, автентичності їх копій оригіналам тощо, типу та обсягу звіту, проведення DD тільки на підставі наданих документів та інформації, проведення аудиту тільки в розрізі запланованої трансакції та ін.
В розділі Стислий опис та оцінка виявлених ризиків звіту про проведений юридичний аудит мають бути визначені всі виявлені ризики, їх оцінка та рекомендації щодо їх усунення або зменшення.
Опис виявленого ризику здійснюється з викладом обставин, що спричинили появу ризику, описом ймовірних негативних наслідків (штраф, можливість оскарження прав, відшкодування збитків тощо) та законодавчих підстав для їх настання, вказівками на розмір шкоди, що може бути заподіяна в результаті втілення ризику. Якщо мінімальний розмір шкоди визначити неможливо, вказуються лише максимальні негативні наслідки.
При оцінці ризику враховують імовірність реалізації ризику (наявна судова практика, строк позовної давності та можливість його поновлення, офіційна позиція контролюючих органів, наявність чи відсутність зацікавлених осіб, чиї права були порушені і в результаті дій яких може реалізуватися ризик), можливість усунення ризику та розмір можливих негативних наслідків для клієнта у разі реалізації ризику. Негативні наслідки оцінюються як високі, середні та низькі.
Основною метою написання стислого висновку є те, щоб дати Клієнту розуміння того, наскільки серйозною є сукупність всіх ризиків для майбутньої трансакції.
Стислий висновок визначає можливість виправлення існуючих ризиків, істотність існуючих ризиків для запланованої трансакції, імовірність завдання значної шкоди Клієнту в разі вступу в дану трансакцію, шляхи структурування трансакції/проекту з метою зменшення та усунення наявних ризиків.

### Етапи
Отож, найперше з чого потрібно починати Due Diligence, то це з досліджень корпоративних питань. Тож основні моменти, які потрібно враховувати при дослідженні корпоративного аспекту компанії, акцентують увагу на таких питаннях, як дотримання вимог законодавства під час проведення установчих зборів, відповідність установчих документів товариства вимогам законодавства, відповідність кількості та складу учасників товариства вимогам закону, відповідність мінімальному розміру статутного капіталу, співвідношення розміру статутного капіталу та чистих активів товариства, відповідність вимогам законодавства щодо виключної компетенції органів управління, належне скликання та проведення загальних зборів учасників/акціонерів, формування органів управління, відповідність вимогам законодавства щодо суміщення позицій у органах управління, дотримання переважного права учасників (акціонерів) товариства при відчуженні часток / акцій та/чи спадкоємців, наявність згоди подружжя на придбання/відчуження часток / акцій, які є спільною сумісною власністю подружжя, виконання інвестиційних зобов'язань за результатами приватизації.
Досліджуючи ці питання можна визначити типові ризики, такі як: недотримання вимог законодавства щодо проведення установчих зборів, невнесення передбачених ЗУ «Про акціонерні товариства» змін до статуту, сплив строку в один рік з моменту збільшення кількості учасників до більше ніж 10 і не вчинялись дії щодо перетворення ТОВ на АТ, недотримання заборони щодо 100% участі однієї особи у двох ТОВ або 100% участі у ТОВ особи, що має єдиного учасника, відсутність в установчих документах відомостей, обов'язкових відповідно до законодавства, повноваження, які відповідно до законодавства віднесені до виключної компетенції зборів, статутом товариства віднесені до компетенції інших органів, протягом року з моменту заснування товариства учасники не сплатили повністю свої вклади і товариство не зменшило відповідно свій статутний капітал, розмір чистих актів є меншим за встановлений розмір статутного капіталу товариства, відсутність кворуму на зборах учасників (акціонерів) товариства, прийняття на зборах рішення простою більшістю голосів з питання, для прийняття якого необхідна кваліфікована більшість, прийняття іншими органами товариства рішень, які віднесені до виключної компетенції зборів учасників, перевищення виконавчим органом повноважень, встановлених статутом чи законодавством, затвердження зборами учасників балансу без отримання висновку ревізійної комісії, відсутність необхідних реквізитів у протоколі зборів учасників, недотримання процедури скликання та проведення зборів учасників, встановленої законом та / чи статутом товариства, недотримання переважного права учасників ТОВ на придбання частки, що відчужується, відсутність належним чином оформленої згоди одного із подружжя (особи, що проживає однією сім'єю із стороною угоди) на придбання чи відчуження частки у статутному капіталі, недотримання переважного права акціонерів ЗАТ (акціонерів приватного АТ у випадку, якщо переважне право встановлене в статуті АТ)на придбання акцій, що відчужуються іншим із акціонерів, недотримання переважного права спадкоємців / правонаступників учасників ТОВ на вступ до товариства.
При дослідженні питання щодо нерухомого майна — аналізуються правовстановлюючі документи, витяг з Реєстру прав власності на нерухоме майно, технічна документація на об'єкт нерухомості. Перевіряється права на земельну ділянку, наявність обтяжень та обмежень (іпотека, оренда, сервітути, спільна діяльність, попередні договори, охоронні зони, неповнолітні в житлі тощо), наявність підключення об'єкту нерухомості до зовнішніх інженерних мереж (електропостачання, водопостачання та водовідводу, теплопостачання, газопостачання тощо)
Якщо є об'єкти незавершеного будівництва, то в такому разі перевіряються права на земельну ділянку (під об'єктом та для його будівництва) із відповідним цільовим призначенням, дозволи на виконання будівельних робіт, проектно-кошторисна документація, матеріали технічної інвентаризації (техпаспорту) БТІ.
Важливо, що факт реєстрації незавершеного будівництва не надає об'єкту статусу нерухомого майна (не звільняє від необхідності аукціону на земельну ділянку державної або комунальної власності, якщо прав на землю нема).
При перевірці земельних ділянок потрібно дослідити правовстановлюючі документи (форма, зміст, істотні умови, реєстрація, належність особі, наявність та належність підстав для видачі тощо); проект відводу та/або технічної документації; «історію» земельної ділянки (попередні набувачі, їх кількість, зміни цільового призначення, перевищення повноважень тощо); обмеження (ст.ст. 110–111 ЗКУ) та обтяження; аналіз ризиків втрати прав на земельну ділянку (глава 22 ЗКУ).
Щодо інтелектуальної власності компанії, то в даному випадку перевіряють об'єкти авторського права і суміжних прав; об'єкти науково-творчої діяльності; знаки для товарів і послуг.
Тож типовими ризиками у цій сфері можуть бути: використання цих об'єктів без державної реєстрації, їх несанкціоноване використання; використання неліцензійних комп'ютерних програм; закінчення строку дії або припинення чинності охоронних документів; неправильне оформлення охоронних документів на ці об'єкти; привласнення авторства на винаходи, корисні моделі, промислові зразки; не врегульовання правовідносини щодо спільного володіння майновими правами на дані об'єкти; невиплата (недоплата) авторської винагороди.
Проводячи перевірку істотних договорів компанії, варто перш за все виділити їх з всіх інших договорів, які укладала компанія. Істотними вважаються договори у сфері основної господарської діяльності (постачання, збут, користування основними засобами, здача в оренду нерухомості тощо) — з урахуванням порогу суттєвості, договори щодо технологічного забезпечення компанії, фінансові договори (кредити, позики тощо), забезпечувальні договори, договори, укладені з зацікавленими чи пов'язаними особами.
Отож типовими ризиками у даному питанні можуть бути: невідповідність форми або змісту; відсутність нотаріального посвідчення та/або державної реєстрації (якщо це передбачено законом); перевищення повноважень сторін; забезпечення зобов'язань неплатоспроможних третіх осіб; можливість припинення договору у зв'язку із зміною власників Компанії; наявність умов про обмеження конкуренції.
Якщо аналізувати трудові відносини у компанії, то у даному випадку потрібно визначити чи ухилився роботодавець від участі в переговорах щодо укладення, зміни чи доповнення колективного договору; чи наявні умови в трудовому контракті, що погіршують становище працівника у порівнянні із КЗпП; чи використовується праця іноземців без попереднього отримання дозволу на працевлаштування; чи дотримано норм законодавства щодо працевлаштування інвалідів; чи були випадки незаконного звільнення працівників та ін..
При аналізі історії судових спорів ризиками можуть бути: перегляд завершених справ за нововиявленими або винятковими обставинами; можливість застосування заходів забезпечення позову чи запобіжних заходів за поточними судовими розглядами; виявлення перспектив несприятливого розвитку та завершення поточних справ; тенденції пред'явлення позовів до Компанії; ризики банкрутства або її ключових контрагентів; існуючі адміністративні оскарження рішень податкових органів; пред'явлені контрагентами претензії; виявлення під час Due Diligence суттєвих порушень законодавства або зобов'язань, які можуть привести до судових спорів; існуючі виконавчі провадження.
Основними моментами при дослідження регуляторних питань є: діяльність фінансових установ (страхові компанії, банки, професійні учасники ринку цінних паперів); діяльність будівельних організацій; діяльність операторів фіксованого та мобільного зв'язку; діяльність операторів мереж теле- та радіомовлення; дотримання вимог антимонопольного законодавства; сертифікація виробів та виробництва; захист навколишнього природного середовища; спеціальне водокористування; поводження із відходами; відносини із дозвільними органами.
Тож типовими ризиками можуть бути: невідповідність діяльності компанії умовам ліцензії; впровадження непередбаченої ліцензією діяльності; невідповідність ліцензійним умовам (кваліфікація персоналу, вимоги до приміщення, технологічна база/обладнання, економічні нормативи, захист інформації тощо); закінчення строку чинності дозвільного документу; неотримання передбачених законодавством дозволів та погоджень органів АМКУ або НБУ на певні трансакції; виробництво та продаж несертифікованої продукції (або не відповідної), якщо вона підлягає обов'язковій сертифікації; недотримання встановлених лімітів розміщення відходів, викидів та водокористування.
Останнє питання, яке досліджується юристами — це питання пов'язані з фінансами та податками компанії. При обмеженому Due Diligence перевіряється: реєстрація в податкових органах Пенсійному фонді та фондах соціального страхування; факт подання звітності; результати податкових перевірок, наявність штрафних санкцій; адміністративне оскарження рішень Державної податкової інспекції та ін..; наявність податкової заборгованості; дотримання валютного законодавства; правомірність використання податкових пільг; аналіз висновків незалежного аудитора.
Типовими ризиками є ризик податкової застави та/або примусового стягнення податкового боргу за результатами перевірок, які не були оскаржені, або були оскаржені з недотриманням строків; застосування штрафних санкцій за типові порушення в періоді, який ще не було перевірено; невизнання податкових декларацій (дефект підпису) внаслідок несвоєчасної реєстрації зміни керівника підприємства та ін..
Отже, оцінка вигоди передбачуваної операції проводиться шляхом аналізу всіх аспектів минулого, теперішнього і прогнозованого майбутнього купуючого бізнесу і виявлення будь-яких можливих ризиків. Відсутність належної перевірки може виявитися причиною поганих фінансових результатів після зміни власника, причиною судових позовів, податкових та фінансових перевірок та інших більш неприємних наслідків.